# Cinema non narrativo
Il cinema non narrativo, o antinarrativo o anarrativo è un tipo di cinema che non racconta né illustra strettamente un evento, reale o immaginario che sia; un cinema in cui cade la necessità di un "rapporto rigoroso tra immagini, suoni e parole". Nella definizione ricadono il cinema sperimentale, il cinema astratto, il cinema muto d'avanguardia e certe forme di documentario, così come alcune opere di Jean-Luc Godard che mischiano documentario, fiction e pamphlet politico. 

## Storia
Entr'acte di René Clair è considerato uno dei primi esempi di cinema non narrativo.